# Ikša
Ikša (in russo Икша?) è una cittadina della Russia europea centrale, situata nell'oblast' di Mosca. Apparteneva al Dmitrovskij rajon.
Sorge nella parte centrale dell'oblast', sul fiume omonimo, 45 chilometri a nord di Mosca.